# Andrena quercina
Andrena quercina är en biart som beskrevs av Cockerell 1939. Andrena quercina ingår i släktet sandbin, och familjen grävbin. Inga underarter finns listade i Catalogue of Life.